# Bomber (альбом)
Bomber (рус. Бомбардировщик) — третий студийный альбом британской хеви-метал-группы Motörhead, вышедший в 1979 году на лейбле Bronze Records.
Диск включает в себя такие известные песни, как «Bomber», «Dead Men Tell No Tales» и «Stone Dead Forever». Альбом поднялся на 12-ю строчку UK Albums Chart.

## История
Во время записи альбома продюсер Джимми Миллер так был подвержен героиновой зависимости, что однажды исчез из студии и позже был найден спящим возле своей машины. По иронии судьбы альбом содержит антигероиновую песню — «Dead Men Tell No Tales».
В плане лирики Bomber получился одним из самых свирепых альбомов Motorhead. Песня «Lawman» критикует полицию, «Poison» — суровую семейную жизнь, «Talking Head» — телевидение, а «All the Aces» — шоу-бизнес. Одноименная песня написана под впечатлением романа Лена Дейтона «Бомбардировщик». 
В песне «Step Down» гитарист Эдди Кларк исполнил обязанности вокалиста.
Альбом был выпущен 27 октября 1979 года и, как и сингл, первоначально продавался в голубом виниле.
Сингл «Bomber» выпущен 23 ноября (через месяц после выхода альбома) тиражом 20 000 копий на голубом виниле и очень быстро продавался; последующие тиражи выходили на чёрном виниле.
Обложкой альбома занимался английский художник Adrian Chesterman, который также занимался обложкой альбома Криса Ри «The Road to Hell».
Для декораций 'Bomber Tour' специально был сделан алюминиевый бомбардировщик, такой же, как на обложке.

## Список композиций
Слова и музыка всех песен — Иэн Фрейзер «Лемми» Килмистер, Фил Тейлор и Эдди «Фаст» Кларк, если не указано иначе.
| №   | Название                 | Длительность |
| --- | ------------------------ | ------------ |
| 1.  | «Dead Men Tell No Tales» | 3:07         |
| 2.  | «Lawman»                 | 3:56         |
| 3.  | «Sweet Revenge»          | 4:10         |
| 4.  | «Sharpshooter»           | 3:19         |
| 5.  | «Poison»                 | 2:54         |
| 6.  | «Stone Dead Forever»     | 4:54         |
| 7.  | «All the Aces»           | 3:24         |
| 8.  | «Step Down»              | 3:41         |
| 9.  | «Talking Head»           | 3:40         |
| 10. | «Bomber»                 | 3:43         |

| №   | Название                                                            | Примечание          | Длительность |
| --- | ------------------------------------------------------------------- | ------------------- | ------------ |
| 11. | «Over the Top»                                                      | Сторона Б Bomber    | 3:21         |
| 12. | «Leaving Here» (Lamont Dozier, Brian Holland, Edward Holland, Live) | The Golden Years EP | 3:02         |
| 13. | «Stone Dead Forever» (Live)                                         | The Golden Years EP | 5:20         |
| 14. | «Dead Men Tell No Tales» (Live)                                     | The Golden Years EP | 2:54         |
| 15. | «Too Late Too Late» (Live)                                          | The Golden Years EP | 3:21         |

## Участники записи
- Иэн Фрейзер «Лемми» Килмистер — вокал, бас-гитара
- Эдди Кларк — гитара, вокал на «Step Down»
- Фил Тейлор — ударные